# Orbán Győző (közgazdász)
Ifjabb Orbán Győző (1965. augusztus 18. –) magyar mérnök-közgazdász, vállalkozó, Orbán Viktor miniszterelnök öccse.

## Származása
Apai nagyapja, Orbán Mihály állatorvossegéd és állattenyésztési brigádvezető a második világháború után került Alcsútdobozra, ahol gazdálkodással foglalkozott. Édesapja Orbán Győző Bálint (1940) mezőgazdasági üzemmérnök, vállalkozó, édesanyja Sípos Erzsébet gyógypedagógus és logopédus. Két testvére van, Orbán Viktor (1963) miniszterelnök, Orbán Áron (1977) vállalkozó, illetve a család nevelte egyik félárván maradt unokatestvérüket is (Vitézy Zsófia).

## Tanulmányai
Székesfehérváron járt középiskolába, majd a Dunaújvárosi Főiskolán tanult.

## Szakmai pályafutása
Jelenleg édesapjával és Áron testvérével együtt dolgozik családi vállalkozásaikban, főleg a kő- és tőzegbányászat területén. Jelenlegi cégeik: Dolomit Kft., Gánt Kő és Tőzeg Kft., Nehéz Kő Kft., CzG Ingatlanforgalmazó Kft.

## Sportpályafutása
Középiskolásként, 14 évesen kezdett birkózni Székesfehérváron, a Dunai Vasmű, majd a Dunaferr csapatában sportolt. Számos országos versenyen indult, és sokszor ért el jó helyezéseket. Érettségi után befejezte birkózó pályafutását.
Jelenleg veteránként birkózik. 2008-ban és 2011-ben is sikeresen szerepelt nemzetközi versenyeken.

## Érdekességek
Hobbija: búvárkodás, repülés (motoros sárkányrepülés, autogyro, gyrokopter, ultrakönnyű repülő), motorozás, síelés.

## Családfa
|                                                   |                                                   | Erdős Péter (1925–1990) menedzser, „popcézár”     | Erdős Péter (1925–1990) menedzser, „popcézár”     | Erdős Péter (1925–1990) menedzser, „popcézár”     | Erdős Péter (1925–1990) menedzser, „popcézár”     | Erdős Péter (1925–1990) menedzser, „popcézár” | Erdős Péter (1925–1990) menedzser, „popcézár” |                                                                 |                                                                 |                                                                 |                                                                 |                                                                 |                                                                 | Köves Erzsébet Losonczy Géza egykori titkárnője              | Köves Erzsébet Losonczy Géza egykori titkárnője              | Köves Erzsébet Losonczy Géza egykori titkárnője              | Köves Erzsébet Losonczy Géza egykori titkárnője              | Köves Erzsébet Losonczy Géza egykori titkárnője              | Köves Erzsébet Losonczy Géza egykori titkárnője              |                                   |                                   |                                   |                                   |                                   |                                   |                                                                                              |                                                                                              |                                                                                              |                                                                                              |                                                                                              |                                                                                              |                           |                           |                           |                           |                                                   |                                                   |                                                   |                                                   |                                                   |                                                   |                               |                               |                                            |                                            |                                            |                                            |                                            |                                            |                                            |                                            |                                            |                                            |                               |                               |                               |                               |
|                                                   |                                                   | Erdős Péter (1925–1990) menedzser, „popcézár”     | Erdős Péter (1925–1990) menedzser, „popcézár”     | Erdős Péter (1925–1990) menedzser, „popcézár”     | Erdős Péter (1925–1990) menedzser, „popcézár”     | Erdős Péter (1925–1990) menedzser, „popcézár” | Erdős Péter (1925–1990) menedzser, „popcézár” |                                                                 |                                                                 |                                                                 |                                                                 |                                                                 |                                                                 | Köves Erzsébet Losonczy Géza egykori titkárnője              | Köves Erzsébet Losonczy Géza egykori titkárnője              | Köves Erzsébet Losonczy Géza egykori titkárnője              | Köves Erzsébet Losonczy Géza egykori titkárnője              | Köves Erzsébet Losonczy Géza egykori titkárnője              | Köves Erzsébet Losonczy Géza egykori titkárnője              |                                   |                                   |                                   |                                   |                                   |                                   |                                                                                              |                                                                                              |                                                                                              |                                                                                              |                                                                                              |                                                                                              |                           |                           |                           |                           |                                                   |                                                   |                                                   |                                                   |                                                   |                                                   |                               |                               |                                            |                                            |                                            |                                            |                                            |                                            |                                            |                                            |                                            |                                            |                               |                               |                               |                               |
|                                                   |                                                   |                                                   |                                                   |                                                   |                                                   |                                               |                                               |                                                                 |                                                                 |                                                                 |                                                                 |                                                                 |                                                                 |                                                              |                                                              |                                                              |                                                              |                                                              |                                                              |                                   |                                   |                                   |                                   |                                   |                                   | Vitézy Tamás (*1947) vállalkozó, üzletember                                                  |                                                                                              |                                                                                              |                                                                                              |                                                                                              |                                                                                              |                           |                           |                           |                           |                                                   |                                                   |                                                   |                                                   |                                                   |                                                   |                               |                               |                                            |                                            |                                            |                                            |                                            |                                            |                                            |                                            |                                            |                                            |                               |                               |                               |                               |
|                                                   |                                                   |                                                   |                                                   |                                                   |                                                   |                                               |                                               |                                                                 |                                                                 |                                                                 |                                                                 |                                                                 |                                                                 |                                                              |                                                              |                                                              |                                                              |                                                              |                                                              |                                   |                                   |                                   |                                   |                                   |                                   |                                                                                              |                                                                                              |                                                                                              |                                                                                              |                                                                                              |                                                                                              |                           |                           |                           |                           |                                                   |                                                   |                                                   |                                                   |                                                   |                                                   |                               |                               |                                            |                                            |                                            |                                            |                                            |                                            |                                            |                                            |                                            |                                            |                               |                               |                               |                               |
|                                                   |                                                   |                                                   |                                                   |                                                   |                                                   |                                               |                                               |                                                                 |                                                                 |                                                                 |                                                                 |                                                                 |                                                                 |                                                              |                                                              |                                                              |                                                              |                                                              |                                                              |                                   |                                   |                                   |                                   |                                   |                                   |                                                                                              |                                                                                              |                                                                                              |                                                                                              |                                                                                              |                                                                                              |                           |                           |                           |                           |                                                   |                                                   |                                                   |                                                   |                                                   |                                                   |                               |                               |                                            |                                            |                                            |                                            |                                            |                                            |                                            |                                            |                                            |                                            |                               |                               |                               |                               |
| Hankiss Elemér (1928–2015) szociológus, filozófus | Hankiss Elemér (1928–2015) szociológus, filozófus | Hankiss Elemér (1928–2015) szociológus, filozófus | Hankiss Elemér (1928–2015) szociológus, filozófus | Hankiss Elemér (1928–2015) szociológus, filozófus | Hankiss Elemér (1928–2015) szociológus, filozófus |                                               |                                               | Hankiss Ágnes szül: Erdős Ágnes (1950–2021) FIDESZ EP-képviselő | Hankiss Ágnes szül: Erdős Ágnes (1950–2021) FIDESZ EP-képviselő | Hankiss Ágnes szül: Erdős Ágnes (1950–2021) FIDESZ EP-képviselő | Hankiss Ágnes szül: Erdős Ágnes (1950–2021) FIDESZ EP-képviselő | Hankiss Ágnes szül: Erdős Ágnes (1950–2021) FIDESZ EP-képviselő | Hankiss Ágnes szül: Erdős Ágnes (1950–2021) FIDESZ EP-képviselő |                                                              |                                                              |                                                              |                                                              |                                                              |                                                              | Vitézy László (*1940) filmrendező | Vitézy László (*1940) filmrendező | Vitézy László (*1940) filmrendező | Vitézy László (*1940) filmrendező | Vitézy László (*1940) filmrendező | Vitézy László (*1940) filmrendező |                                                                                              |                                                                                              |                                                                                              |                                                                                              |                                                                                              |                                                                                              | Sípos Katalin szociológus | Sípos Katalin szociológus | Sípos Katalin szociológus | Sípos Katalin szociológus | Sípos Katalin szociológus                         | Sípos Katalin szociológus                         |                                                   |                                                   | Sípos Erzsébet gyógypedagógus                     | Sípos Erzsébet gyógypedagógus                     | Sípos Erzsébet gyógypedagógus | Sípos Erzsébet gyógypedagógus | Sípos Erzsébet gyógypedagógus              | Sípos Erzsébet gyógypedagógus              |                                            |                                            | Orbán Győző (*1940) üzemmérnök, vállalkozó | Orbán Győző (*1940) üzemmérnök, vállalkozó | Orbán Győző (*1940) üzemmérnök, vállalkozó | Orbán Győző (*1940) üzemmérnök, vállalkozó | Orbán Győző (*1940) üzemmérnök, vállalkozó | Orbán Győző (*1940) üzemmérnök, vállalkozó |                               |                               |                               |                               |
| Hankiss Elemér (1928–2015) szociológus, filozófus | Hankiss Elemér (1928–2015) szociológus, filozófus | Hankiss Elemér (1928–2015) szociológus, filozófus | Hankiss Elemér (1928–2015) szociológus, filozófus | Hankiss Elemér (1928–2015) szociológus, filozófus | Hankiss Elemér (1928–2015) szociológus, filozófus |                                               |                                               | Hankiss Ágnes szül: Erdős Ágnes (1950–2021) FIDESZ EP-képviselő | Hankiss Ágnes szül: Erdős Ágnes (1950–2021) FIDESZ EP-képviselő | Hankiss Ágnes szül: Erdős Ágnes (1950–2021) FIDESZ EP-képviselő | Hankiss Ágnes szül: Erdős Ágnes (1950–2021) FIDESZ EP-képviselő | Hankiss Ágnes szül: Erdős Ágnes (1950–2021) FIDESZ EP-képviselő | Hankiss Ágnes szül: Erdős Ágnes (1950–2021) FIDESZ EP-képviselő |                                                              |                                                              |                                                              |                                                              |                                                              |                                                              | Vitézy László (*1940) filmrendező | Vitézy László (*1940) filmrendező | Vitézy László (*1940) filmrendező | Vitézy László (*1940) filmrendező | Vitézy László (*1940) filmrendező | Vitézy László (*1940) filmrendező |                                                                                              |                                                                                              |                                                                                              |                                                                                              |                                                                                              |                                                                                              | Sípos Katalin szociológus | Sípos Katalin szociológus | Sípos Katalin szociológus | Sípos Katalin szociológus | Sípos Katalin szociológus                         | Sípos Katalin szociológus                         |                                                   |                                                   | Sípos Erzsébet gyógypedagógus                     | Sípos Erzsébet gyógypedagógus                     | Sípos Erzsébet gyógypedagógus | Sípos Erzsébet gyógypedagógus | Sípos Erzsébet gyógypedagógus              | Sípos Erzsébet gyógypedagógus              |                                            |                                            | Orbán Győző (*1940) üzemmérnök, vállalkozó | Orbán Győző (*1940) üzemmérnök, vállalkozó | Orbán Győző (*1940) üzemmérnök, vállalkozó | Orbán Győző (*1940) üzemmérnök, vállalkozó | Orbán Győző (*1940) üzemmérnök, vállalkozó | Orbán Győző (*1940) üzemmérnök, vállalkozó |                               |                               |                               |                               |
|                                                   |                                                   |                                                   |                                                   |                                                   |                                                   |                                               |                                               |                                                                 |                                                                 |                                                                 |                                                                 |                                                                 |                                                                 |                                                              |                                                              |                                                              |                                                              |                                                              |                                                              |                                   |                                   |                                   |                                   |                                   |                                   |                                                                                              |                                                                                              |                                                                                              |                                                                                              |                                                                                              |                                                                                              |                           |                           |                           |                           |                                                   |                                                   |                                                   |                                                   |                                                   |                                                   |                               |                               |                                            |                                            |                                            |                                            |                                            |                                            |                                            |                                            |                                            |                                            |                               |                               |                               |                               |
|                                                   |                                                   |                                                   |                                                   |                                                   |                                                   |                                               |                                               |                                                                 |                                                                 |                                                                 |                                                                 |                                                                 |                                                                 |                                                              |                                                              |                                                              |                                                              |                                                              |                                                              |                                   |                                   |                                   |                                   |                                   |                                   |                                                                                              |                                                                                              |                                                                                              |                                                                                              |                                                                                              |                                                                                              |                           |                           |                           |                           |                                                   |                                                   |                                                   |                                                   |                                                   |                                                   |                               |                               |                                            |                                            |                                            |                                            |                                            |                                            |                                            |                                            |                                            |                                            |                               |                               |                               |                               |
|                                                   |                                                   |                                                   |                                                   |                                                   |                                                   |                                               |                                               |                                                                 |                                                                 |                                                                 |                                                                 |                                                                 |                                                                 | Vitézy Dávid (*1985) korábbi BKK-igazgató, miniszteri biztos | Vitézy Dávid (*1985) korábbi BKK-igazgató, miniszteri biztos | Vitézy Dávid (*1985) korábbi BKK-igazgató, miniszteri biztos | Vitézy Dávid (*1985) korábbi BKK-igazgató, miniszteri biztos | Vitézy Dávid (*1985) korábbi BKK-igazgató, miniszteri biztos | Vitézy Dávid (*1985) korábbi BKK-igazgató, miniszteri biztos |                                   |                                   |                                   |                                   |                                   |                                   | Vitézy Zsófia (*1967) újságíró, dokumentumfilmrendező, a Brüsszeli Magyar Intézet igazgatója | Vitézy Zsófia (*1967) újságíró, dokumentumfilmrendező, a Brüsszeli Magyar Intézet igazgatója | Vitézy Zsófia (*1967) újságíró, dokumentumfilmrendező, a Brüsszeli Magyar Intézet igazgatója | Vitézy Zsófia (*1967) újságíró, dokumentumfilmrendező, a Brüsszeli Magyar Intézet igazgatója | Vitézy Zsófia (*1967) újságíró, dokumentumfilmrendező, a Brüsszeli Magyar Intézet igazgatója | Vitézy Zsófia (*1967) újságíró, dokumentumfilmrendező, a Brüsszeli Magyar Intézet igazgatója |                           |                           |                           |                           | Orbán Viktor (*1963) FIDESZ-elnök, miniszterelnök | Orbán Viktor (*1963) FIDESZ-elnök, miniszterelnök | Orbán Viktor (*1963) FIDESZ-elnök, miniszterelnök | Orbán Viktor (*1963) FIDESZ-elnök, miniszterelnök | Orbán Viktor (*1963) FIDESZ-elnök, miniszterelnök | Orbán Viktor (*1963) FIDESZ-elnök, miniszterelnök |                               |                               | Ifj. Orbán Győző (*1965) mérnök-közgazdász | Ifj. Orbán Győző (*1965) mérnök-közgazdász | Ifj. Orbán Győző (*1965) mérnök-közgazdász | Ifj. Orbán Győző (*1965) mérnök-közgazdász | Ifj. Orbán Győző (*1965) mérnök-közgazdász | Ifj. Orbán Győző (*1965) mérnök-közgazdász |                                            |                                            | Orbán Áron (*1977) vállalkozó              | Orbán Áron (*1977) vállalkozó              | Orbán Áron (*1977) vállalkozó | Orbán Áron (*1977) vállalkozó | Orbán Áron (*1977) vállalkozó | Orbán Áron (*1977) vállalkozó |